# Моносахариди

D- та L-глюкоза

Фруктоза

Моносахари́ди — прості вуглеводи, що не піддаються гідролізу, не розщеплюються водою на простіші вуглеводи. До моносахаридів належать глюкоза, фруктоза, рибоза, аміноцукри. Підгрупами моносахаридів є альдози, кетози й аміноцукри.

## Загальний опис
Моносахариди, як гідроксиальдегіди чи гідроксикетони є сполуками зі змішаними функціями; їхня природа ускладнена властивістю внутрішньомолекулярних взаємодій спиртових гідроксильних груп з альдегідною чи кетоновою карбонільною групою. Завдяки цьому моносахариди існують і вступають в реакцію не тільки у відкритій ланцюговій формі, але й в циклічних формах. Вуглеводний ланцюжок моносахариду, наприклад, глюкози, може приймати унікальну конформацію, при цьому 1-й C-атом, що несе карбонільну групу, зближується із спиртовою групою близько 5-го C-атому; атом H із групи OH переміщується до карбонільного кисню, а кисень близько 5-го C-атому з'єднується з 1-м (карбонільним) C-атомом. Внаслідок цього замикається шестичленне кільце. Так утворюються дві циклічні A і B-форми глюкози відрізняючись просторовим розташуванням атомів H і групи OH близько 1-го C-атому.
У формулах циклічних форм показано, що можливий зворотний перехід атома H з групи OH при першому C-атомі до кисню. Кільце при цьому розкривається і утворюється ланцюгова форма.
Природна кристалічна глюкоза (виноградний цукор) являє собою циклічну альфа-формулу. При розчиненні в воді вона переходить в ланцюгову, а через неї в бета-форму; при цьому встановлюється динамічна рівновага між усіма формами (явище таутомеризації). Бета-форма також може бути виділена в кристалічному вигляді; в водному розчині вона утворює рівноважну систему, яка має всі форми. Ланцюгова форма існує лише в розчинах, причому в дуже невеликій кількості, і в вільному вигляді не виділена.
Ізомерні форми сполук, які здатні переходити один в одного називають таутомерними формами, чи таутомерами. А саме існують їх явища таутомерії. Вона дуже розповсюджена серед органічних сполук.

## Отримання
Вперше моносахариди отримав О. Бутлеров за допомогою дії вапняної води на формальдегід. При цьому утворюється суміш гексоз:
 Також можна отримати гідролізом олігосахаридів та полісахаридів.
Ще їх отримують окисненням спиртів:
{\displaystyle {\ce {HO-CH2-(CH(OH))n-CH2-OH ->[{[O]}]HO-CH2-(CH(OH))n-CHO +H2O}}}

## Хімічні властивості
Можуть відновлюватися до спиртів, але ця реакція зворотна, тому вони відновлюються не повністю. Під дією дуже сильних відновників, наприклад, HI, відбувається повне відновлення:
{\displaystyle {\ce {HO-CH2-(CH(OH))n-CHO ->[HI]CH3-(CH2)_n-1-CHI-CH3}}}
При м'якому окисненні (розведеною нітратною кислотою або бромною водою) утворюються альдонові кислоти (одна карбоксильна група), а при жорсткому (концентрованою нітратною кислотою) — альдарові (дві карбоксильні групи):
{\displaystyle {\ce {HO-(CH(OH))n-CHO +HBrO->HO-(CH(OH))n-COOH +HBr}}}
{\displaystyle {\ce {HO-CH2-(CH(OH))n-COOH +2O->[HNO_3]COOH-CH2-(CH(OH))n-COOH}}}